# Consuelo de Saint Exupéry
Consuelo de Saint Exupéry, tên chính thức là Consuelo Suncín, comtesse de Saint Exupéry (ngày 10 tháng 4 năm 1901 tại Armenia, El Salvador - 18 tháng 5 năm 1979 tại Grasse, Pháp) là một nhà văn và nghệ sĩ người Pháp gốc Salvador, và là người vợ của nhà quý tộc người Pháp, nhà văn và tiên phong phi công Antoine de Saint-Exupéry (1900–1944).

## Tiểu sử
Sinh ra Consuelo Suncín de Sandoval là con gái của một người trồng cà phê giàu có và là người bảo tồn quân đội, bà lớn lên trong một gia đình có nhiều chủ đất giàu có ở một thị trấn nhỏ thuộc bộ phận Sonsonate của Salvador. Do bệnh suyễn của bà, cha bà đã gửi bà ra nước ngoài đến Hoa Kỳ, nơi bà học ở San Francisco; sau đó bà học ở Thành phố México, và cũng ở Pháp. Cuộc hôn nhân đầu tiên của bà là một đội trưởng quân đội Mexico, Ricardo Cárdenas, người mà bà đã gặp ở Hoa Kỳ. Mặc dù cuộc hôn nhân này đã kết thúc sau khi ly hôn, bà đã nói dối và nói rằng nó kết thúc bằng cái chết của ông trong cuộc Cách mạng México, vì phụ nữ ly dị sau đó bị xã hội kỳ thị, và là một góa phụ thích hợp hơn là một người phụ nữ ly dị. Trong khi ở Pháp, cô gặp và sau đó kết hôn với Enrique Gómez Carrillo, một nhà văn, nhà ngoại giao và nhà báo Guatemala. Sau cái chết của ông vào năm 1927, bà đã sống ở Buenos Aires.
Năm 1931, bà gặp và kết hôn với quý tộc người Pháp, nhà văn và phi công tiên phong Đếm Antoine de Saint-Exupéry, khiến cô trở thành nữ bá tước. Vào thời điểm Consuelo là một nhà văn kiêm nghệ sĩ Salvador hai góa vợ, người đã sở hữu một tinh thần bohemian và được biết đến như là một kẻ chế nhạo. Saint-Exupéry, hoàn toàn bị mê hoặc bởi người phụ nữ nhỏ bé, sẽ rời đi và sau đó trở lại với bà nhiều lần; bà ấy vừa là một nàng thơ của ông ấy và trong suốt thời gian dài, nguồn gốc của ông ấy rất nhiều. Đó là một công đoàn bão, với Saint-Exupéry đi du lịch thường xuyên và thưởng thức nhiều công việc ngoại tình, đáng chú ý nhất là với người Pháp Hélène de Vogüé (1908-2003), được gọi là 'Nelly' và được gọi là "Madame de B." trong tiểu sử của Saint-Exupéry. Consuelo cũng có nhiều vấn đề ngoại tình.
Sau sự biến mất của chồng vào tháng 7 năm 1944, với sự mất tích của Saint-Exupéry vẫn còn tươi mới, cô đã cố tình viết một cuốn hồi ký về cuộc đời của họ với nhau, The Tale of the Rose, được niêm phong trong một cái rương trong nhà bà. Hai thập kỷ sau cái chết của bà vào năm 1979, bản thảo được đưa ra ánh sáng khi José Martinez-Fructuoso, người thừa kế và người làm việc lâu năm của bà, và vợ ông, Martine, phát hiện ra nó trong một thân cây gác mái. Alan Vircondelet, tác giả tiểu sử của Antoine de Saint-Exupéry, biên tập nó, cải thiện tiếng Pháp và chia nó thành các chương. Ấn phẩm của nó ở Pháp vào năm 2000, một thế kỷ sau ngày sinh của Antoine de Saint-Exupéry vào ngày 29 tháng 6 năm 1900, trở thành một cảm giác quốc gia. Tính đến năm 2011 nó đã được dịch sang 16 thứ tiếng.
Consuelo mất ngày 28 tháng 5 năm 1979 và được chôn cất tại Nghĩa trang Père-Lachaise ở Paris, cùng với người chồng thứ hai là Enrique Carrillo.

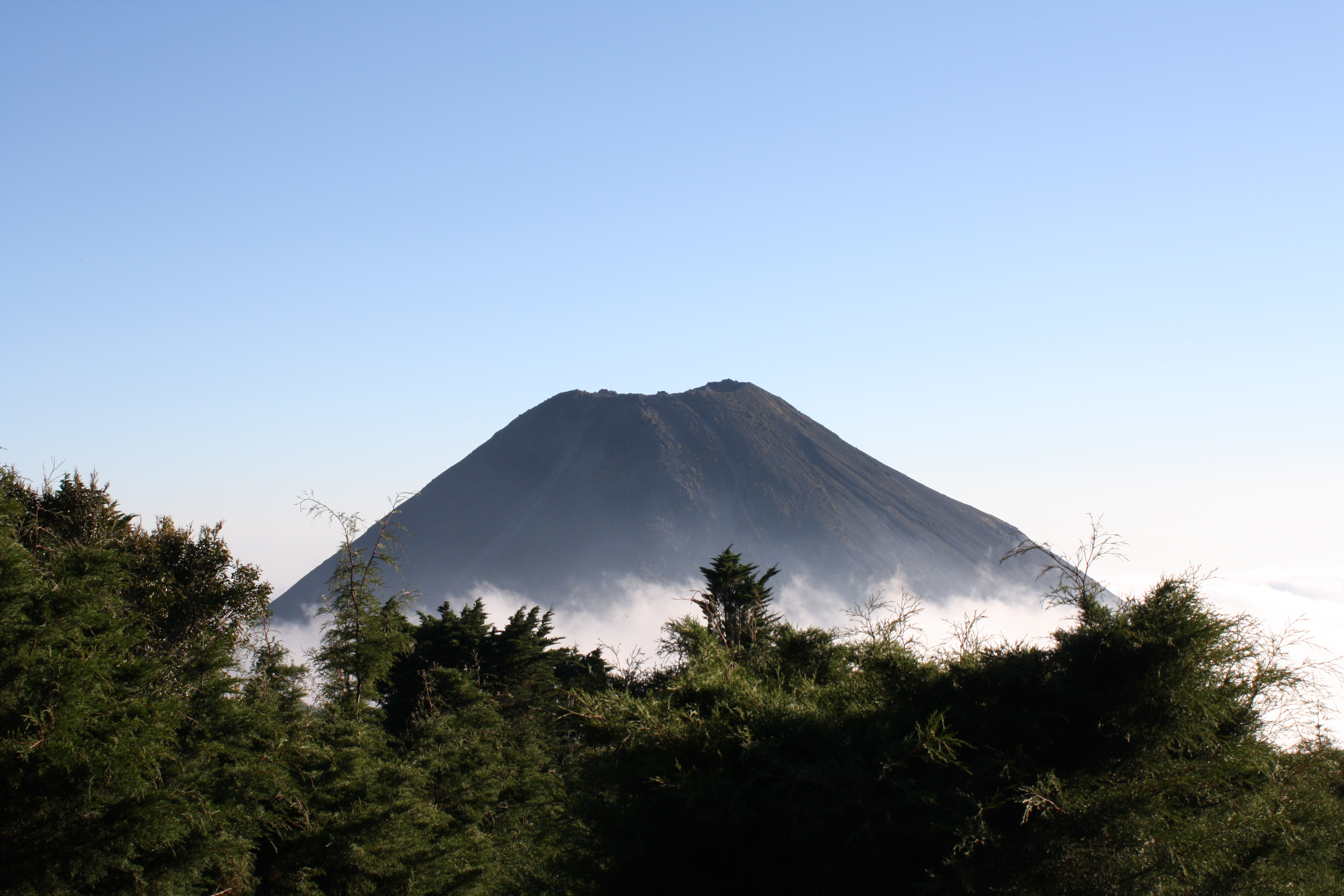
Một trong những ngọn núi lửa đang hoạt động trong The Little Prince được lấy cảm hứng từ Izalco của El Salvador (núi lửa). Vào thời điểm Antoine đến thăm thị trấn của Consuelo, Izalco đã tích cực phun tro và dung nham.